# John T. Wait

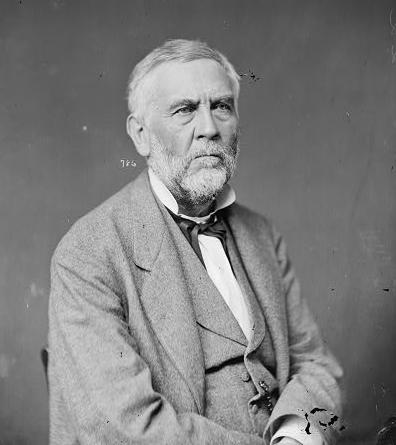
John T. Wait

John Turner Wait (* 27. August 1811 in New London, Connecticut; † 21. April 1899 in Norwich, Connecticut) war ein US-amerikanischer Politiker. Zwischen 1876 und 1887 vertrat er den dritten Wahlbezirk des Bundesstaates Connecticut im US-Repräsentantenhaus.

## Werdegang
Bereits in seiner Jugend zog John Wait mit seiner Mutter nach Norwich. Dort besuchte er die öffentlichen Schulen und danach zwei Jahre lang das Trinity College in Hartford. Anschließend arbeitete er im Handel. Nach einem Jurastudium und seiner 1836 erfolgten Zulassung als Rechtsanwalt begann er in Norwich in diesem Beruf zu arbeiten. Zwischen 1842 und 1844 und nochmals von 1846 bis 1854 war Wait Bezirksstaatsanwalt im New London County.
Wait war Mitglied der 1854 gegründeten Republikanischen Partei. Zwischen 1854 und 1857 kandidierte er viermal in Folge erfolglos für das Amt des Vizegouverneurs von Connecticut. Zwischen 1865 und 1866 war er Mitglied des Staatssenats und dabei im Jahr 1866 dessen amtierender Präsident. Außerdem wurde Wait in den Jahren 1867, 1871 und 1873 in das Repräsentantenhaus von Connecticut gewählt, als dessen Präsident er im Jahr 1867 fungierte.
Nach dem Tod des Kongressabgeordneten Henry H. Starkweather im Jahr 1876 wurde John Wait im dritten Distrikt von Connecticut als dessen Nachfolger in das US-Repräsentantenhaus in Washington, D.C. gewählt. Dieses Mandat trat er am 12. April 1876 an. Nach fünf Wiederwahlen konnte er bis zum 3. März 1887 im Kongress verbleiben. Dort erlebte er das Ende der Reconstruction. Im Jahr 1886 lehnte er eine weitere Kandidatur ab.
Nach dem Ende seiner Zeit im US-Repräsentantenhaus arbeitete John Wait wieder als Anwalt. Er starb im April 1899 in seiner Heimatstadt Norwich.